# هربرت دینگله
 هربرت دینگله (انگلیسی: Herbert Dingle؛ زاده ۲ اوت ۱۸۹۰ درگذشته ۴ سپتامبر ۱۹۷۸) یک فیزیک‌دان، و ستاره‌شناس اهل بریتانیا بود.